# Maynal
Maynal – miejscowość i gmina we Francji, w regionie Burgundia-Franche-Comté, w departamencie Jura.
Według danych na rok 1990 gminę zamieszkiwały 312 osoby, a gęstość zaludnienia wynosiła 38 osób/km² (wśród 1786 gmin Franche-Comté Maynal plasuje się na 443. miejscu pod względem liczby ludności, natomiast pod względem powierzchni na miejscu 548.).